# Blaze the Cat
Blaze the Cat (ブレイズ・ザ・キャット Bureizu za Kyatto?) es un personaje ficiticio que aparece en la saga de videojuegos Sonic the Hedgehog. Apareció por primera vez en Sonic Rush del 2005. Desde entonces ha aparecido en multitud de videojuegos, cómics y merchandising.
Blaze es una princesa que habita la Dimensión Sol, paralela a la del mundo de Sonic. Tiene la apariencia de un gato antropomórfico de color lavanda y es la guardiana de las Sol Emeralds. Su papel es similar al de Knuckles, el protector de Master Emerald.
A pesar de ser a veces un personaje secundario, Blaze muy a menudo hace contribuciones importantes en varios juegos, como en Sonic Rush, Sonic the Hedgehog y Team Sonic Racing.

## Descripción

### Creación y desarrollo
Blaze fue concebida como un personaje que pretendía ser equivalente pero al mismo tiempo una versión alternativa de Sonic. Originalmente su diseño no era muy diferente al final, de hecho en los bocetos preparatorios la mostraban con los ojos más redondos, su cola de caballo miraba hacia adelante en lugar de hacia atrás y habría usado ropa similar a las árabes, es decir, un salwar.
Según los primeros datos presentes en Sonic the Hedgehog, habría tenido que usar una capa para ocultar las llamas porque alguien se había burlado de ella, un detalle nunca mostrado en ningún título de la serie, donde solo viste su clásico vestido morado. Este detalle se aclaró más tarde en la galería de arte conceptual desbloqueable de la versión Nintendo 3DS de Sonic Generations, donde una imagen muestra a Blaze con una capa con cordones blanca y rosa.
Un exmiembro de SEGA publicó en el sitio web de Sonic Wrecks un arte conceptual del personaje creado a principios de 2005 sobre unos documentos creados con PowerPoint; aquí su diseño es muy similar al de Shadow, sin embargo también es posible que este diseño fuera simplemente una silueta del erizo.

### Aspecto
Ella es una gata de 95 cm, con cabello largo color lavanda con mechones morados y atado en una cola de caballo, tiene mechones de cabello a los lados de la cara y sus ojos son dorados. Ella siempre usa un vestido blanco cubierto con un abrigo morado, que se divide en dos puntas hacia abajo, una banda elástica roja a la que se ata el cabello, guantes blancos, un collar de oro y zapatos rojos y blancos con tacones bastante altos. 
Tiene guanteletes similares a los que usa Sonic, la única diferencia es que no tiene fundas. Los zapatos también se parecen a los de Sonic, excepto por el color más oscuro y los tacones más altos. También lleva un manto púrpura, forrado alrededor de su cuello con oro, probablemente un collar; debajo de su túnica es magenta. También posee un par de medias blancas. Lleva una esfera roja en la frente, probablemente una joya.

### Poderes y habilidades
Blaze es la reina de la dimensión Sol, una dimensión paralela a la de Sonic y los demás   . Debe custodiar el cetro y las siete Sol Emeralds  (las Chaos Emeralds de su universo). Blaze es una maestra de la piroquinesis, un poder mediante el cual es posible generar fuego controlando la energía presente en la atmósfera.  Este poder le permite, por ejemplo, explotar el fuego bajo sus pies para aumentar su velocidad, crear explosiones de fuego y resistir altas temperaturas. También tiene un físico muy atlético que la convierte en uno de los personajes más ágiles y rápidos de toda la serie. A diferencia de Sonic, ella no puede transformarse con las esmeraldas del Caos sino con las esmeraldas del Sol, de las cuales es guardiana. Con las esmeraldas Sol puede convertirse en Burning Blaze con lo que es más resistente y puede crear llamas con mayor facilidad, que a su vez son mucho más poderosas.

### Personalidad
Se conoce que Blaze debido a su título como princesa posee un carácter bastante formal, tranquilo, controlado y algo tímido, aunque esto ultimo trata de ocultarlo; suele enojarse con mucha facilidad si la provocan y puede llegar a ser seria, pero a veces sonríe lo que la convierte en un personaje de carácter tsundere. En Sonic Rush, al principio es la rival de Sonic, pero luego se hacen amigos. Sus amigas más queridas son Amy Rose y Cream the Rabbit, con quienes formará un gran vínculo durante los eventos de Sonic Rush. En el videojuego Sonic the Hedgehog, su mejor amigo es Silver the Hedgehog.

### Doblaje

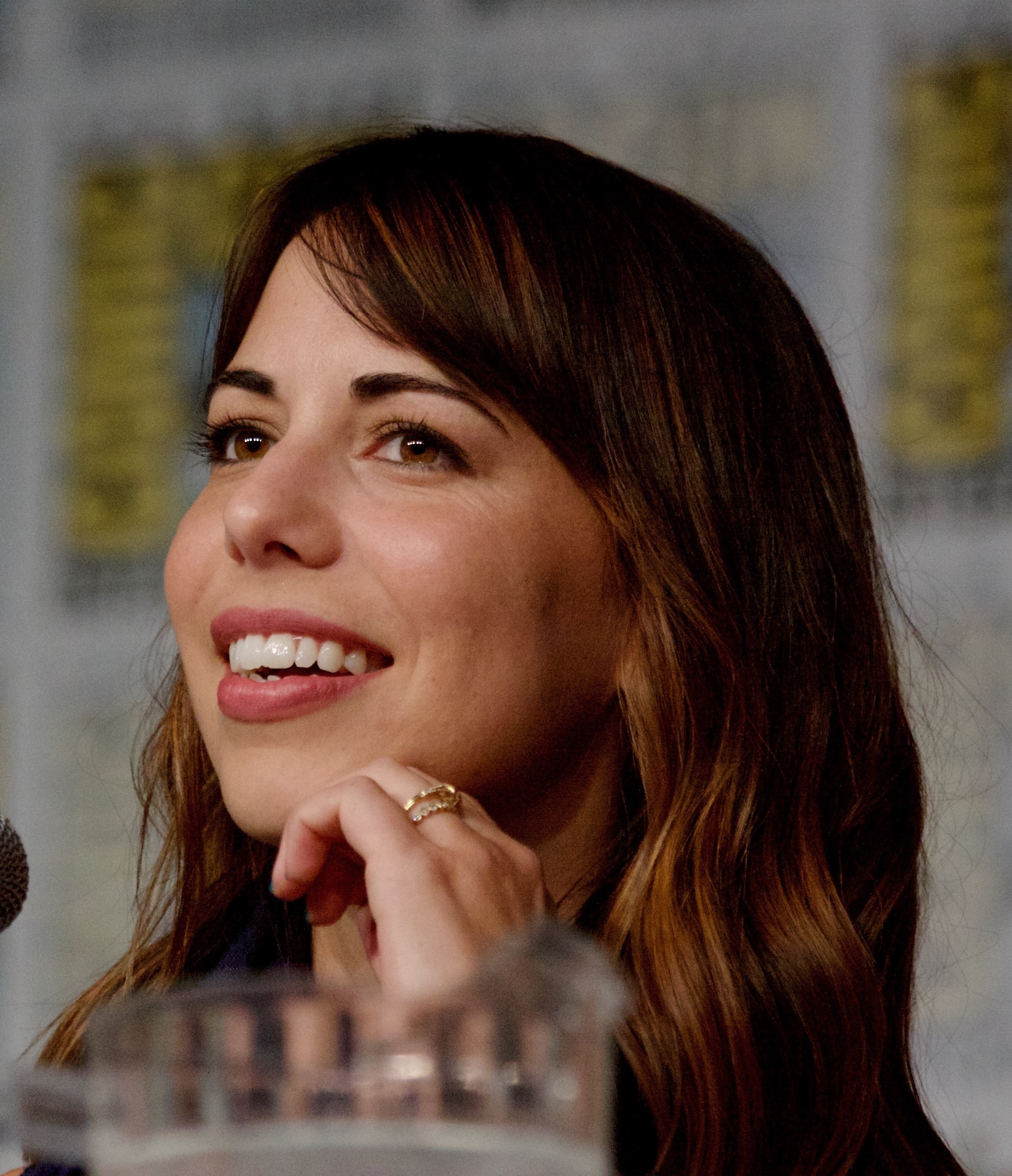
Laura Bailey en 2016

Desde su primera aparición en Sonic Rush en 2005, Blaze ha sido expresada en japonés por la seiyū Nao Takamori, quien todavía desempeña el papel. En las versiones americanas de los videojuegos, Bella Hudson ha prestado su voz de Sonic Rush a Mario & Sonic en los Juegos Olímpicos de Invierno, Laura Bailey de Sonic Colors a Sonic Forces  y Erica Lindbeck que le da voz en Team Sonic Racing en adelante.  
Blaze tiene la voz en italiano de Tania De Domenico a partir de Sonic Generations.

## Biografía

### Videojuegos

#### Prefacio
Blaze es una princesa de una dimensión alternativa, donde sirve como guardiana de las Esmeraldas del Sol.  Ella nació con el poder de la piroquinesis, pero ella misma considera que esta habilidad es una maldición. La obligación de convertirse en guardiana de las Esmeraldas del Sol provoca que ella quede aislada de la compañía de los demás, aislamiento que perdura en el tiempo. Pero cuando conoce a Sonic, en el videojuego Sonic Rush, entiende que debe abrirse a los demás y a partir de ese momento logra hacer nuevos amigos. Su enemigo más despiadado y diabólico es el Dr. Eggman Nega, mientras que su mejor amigo es Silver.

#### Años 2000
En Sonic Rush, las dos dimensiones, la de Blaze y la de Sonic, se fusionan, lo que permite a los personajes viajar entre dimensiones. Blaze es uno de los dos personajes jugables junto con Sonic. 
Cuando el Dr. Eggman llega a su mundo, roba las Esmeraldas del Sol a través del pasadizo formado a partir de la dimensión de Sonic. Posteriormente, Blaze, durante su misión de recuperar las esmeraldas, conoce a Cream, quien de inmediato se convertirá en su guía y amiga, a pesar de los temores de la felina. Blaze se sorprende por la franqueza e ingenuidad de la joven conejita, sobre todo cuando la invita a su casa inmediatamente después de conocerla por primera vez y es ella quien le enseña el valor de la amistad. Las dos conocen a varios amigos de Cream, incluidos Knuckles y Amy, quienes le sugieren que le pida ayuda a Sonic. Sin embargo, Blaze está convencida de que no necesita al erizo azul y lo ataca cuando lo encuentra. Tras una breve batalla, admite su error y cambia de actitud hacia este último.
Después de la batalla, Blaze obtiene la última Esmeralda del Sol, sin embargo, la paz no dura mucho ya que Eggman secuestra a Cream. Blaze se enfada y comienza una pelea con la última creación de Eggman, un robot llamado Unknown, destruyéndolo. Finalmente busca entre los restos de la maquinaria a su amiga a quien luego logra encontrar sana y salva. Después de haber recolectado todas las Esmeraldas del Sol piensa en usarlas para regresar a su mundo pero para su gran sorpresa la energía liberada de ellas no le permite esta posibilidad, por lo que aparecen en escena Eggman y Eggman Nega, a bordo de un mecha gigante. Blaze lucha contra ellos pero es fácilmente derrotada y termina drenando el poder de las Esmeraldas del Sol.
La situación ahora es crítica y Sonic también llega al lugar, explicándole que el verdadero poder de las Esmeraldas del Caos y las del Sol nació de la amistad, y así la anima a abrirse hacia la gente y comenzar a hacer amigos durante sus viajes. Después de comprender la importancia de este sentimiento, ella acepta de buena gana ayudar a Sonic y los demás, por lo que las Esmeraldas del Sol finalmente le otorgan todo su poder, lo que le permite llevar a cabo su súper transformación en Burning Blaze. Con la ayuda de Super Sonic, detiene a los dos científicos locos en la realización de su proyecto de cruzar todo el universo, logrando restaurar y también corregir la línea espacio-temporal, pero todo esto sin embargo lleva a una consecuencia, la de dividir la nueva dimensión en dos mundos que vuelven a tamaño y así separar a Blaze de sus nuevos amigos. Entonces Blaze y Sonic se dan la mano prometiéndose volver a encontrarse en el futuro, después de lo cual regresan a sus respectivos mundos. Al regresar a su propia dimensión, comienza a recordar el mundo del erizo azul y los lazos de amistad que había formado en ese corto tiempo, y se da cuenta de que se ha vuelto más fuerte que antes, afirmando que no puede esperar a conocer a Sonic y volver a su mundo para visitarlo.
En Sonic the Hedgehog viene del futuro del mundo de Sonic, donde pelea constantemente con Iblis, junto con su amigo Silver. Cuando está solo, el erizo da señales de inseguridad, ya que la gata también resulta ser la persona con la que más habla además de su confidente. Al final de la historia de Silver intenta sellar a Iblis dentro de su alma, pero las llamas del desastre no lo aceptan como contenedor, por lo que Blaze encierra a Iblis dentro de su alma rogándole a Silver que use el Control del Caos para encerrarla en otra dimensión. Silver se niega, ya que nunca querría hacerle algo como esto, pero Blaze lo consuela diciéndole que siempre ha amado este lado de su personaje, después de lo cual termina en otra dimensión. Posteriormente, Sonic y los demás destruyen al Solaris del pasado, presente y futuro, ser que había borrado los acontecimientos de la historia y con su eliminación en consecuencia Iblis también desaparece, y por lo tanto esto también cancela el sacrificio de Blaze para encerrarle, pero también el hecho de no haber tenido que lidiar con Silver, con quien sin embargo volverá a establecer una relación de amistad en la versión para Nintendo DS de Sonic Colors.
En Sonic Rush Adventure vuelve a ser uno de los dos personajes jugables junto con Sonic. Aparece mientras intenta detener al Capitán Whiskers, un robot pirata, que intenta robar un cetro místico, que necesitaría para obtener el poder de controlar las actividades geológicas de su mundo. Mientras intenta proteger al precioso, Blaze se encuentra frente a Sonic, y ambos se sorprenden al verse el uno al otro después de mucho tiempo. Finalmente, después de que Super Sonic y Burning Blaze derrotaran a Eggman y Eggman Nega, Tails crea un portal para que Blaze y Sonic los ayuden a regresar a su universo. Antes de que Sonic se vaya, él y Blaze se dan la mano una vez más, mostrando el crecimiento de su amistad.
En el juego Sonic and the Black Knight, asume el papel de Sir Parsifal. Es la última Caballera de la Mesa Redonda con el que Sonic tendrá que luchar. Después de su batalla, Blaze está a punto de caer por un acantilado, pero Sonic y Caliburn la salvan justo a tiempo. Inicialmente está confundida sobre por qué Sonic la salvó, ya que está acostumbrada a matar a su oponente después de perder la batalla. Más tarde, Sonic derrota a un asesino enviado para matar a Parsifal, después de lo cual finalmente se gana el respeto de Caliburn. Después de que Merlín difunde magia negra por segunda vez, Parsifal coloca su espada en el santuario. Como contraparte de Blaze, también puede usar fuego. A lo largo del juego se la llama Sir Parsifal, aunque es mujer, mientras que el título Sir lo utilizan todos los caballeros del mismo tipo.

#### Década de 2010
Blaze aparece en la versión DS de Sonic Colors como un personaje no jugable en el nivel Sweet Mountain Zone. Aparece en la misión 2-1, donde explica que la Esmeralda del Sol que tenía en su poder había comenzado a brillar y la había transportado a ese lugar. La misión que le asigna a Sonic es destruir veinte de los robots de Eggman. La segunda vez se la ve en compañía de Silver con quien logra asustar a Orbot y Cubot con sus poderes. Después de esto los dos le piden a Sonic que complete una misión cronometrada, una vez completada esta última le agradecen y el héroe se va a otra parte.
Ella regresa en la versión de consola de Sonic Generations, donde es una de las participantes en la fiesta de cumpleaños de Sonic y durante el evento es succionada junto con sus otros amigos por Time Eater a un agujero espacio-temporal, pero luego Sonic la salva en Crisis City. En el nivel Centro del Tiempo aparece junto con Silver para animar a los dos Sonics a derrotar al enemigo; una vez que este último haya sido derrotado, regresará para celebrar la paz recién encontrada.

#### Otras apariciones
Otras apariciones secundarias del personaje ocurren en Sonic Rivals y en Sonic Rivals 2 como tarjeta coleccionable, en Sonic and the Secret Rings como personaje desbloqueable en el modo Party, en Sonic Riders: Zero Gravity donde es un personaje tipo Speed pero no juega un papel en la historia del juego, hace un cameo en el nivel del día Empire City de Sonic Unleashed exclusivamente en las versiones de PlayStation 3 y Xbox 360 donde aparece un cartel publicitario con la escritura "Blaze Rd", en Sega Superstars Tennis como espectadora en el campo Green Hill Zone.  y como pegatina y trofeo para coleccionar en Super Smash Bros. Brawl 
También aparece en Mario & Sonic en los Juegos Olímpicos, Mario & Sonic en los Juegos Olímpicos de Invierno, Sonic Free Riders, Mario & Sonic en los Juegos Olímpicos de Londres 2012, Sonic Jump  (en el remake de 2012), Sonic Dash, Sonic Jump Fever, Mario & Sonic en los Juegos Olímpicos de Invierno de Sochi 2014, Sonic Runners, Mario & Sonic en los Juegos Olímpicos de Río 2016, Team Sonic Racing   y Mario & Sonic en los Juegos Olímpicos de Tokio 2020  como personaje jugable.

### Versiones alternativas

#### Cómics
Blaze también aparece en las series de cómics Sonic the Hedgehog y Sonic Universe, publicadas por Archie Comics. En la primera aparición de Blaze, Sonic la encuentra en cautiverio, capturada por un grupo de malvados Swatbots en las afueras de Knothole.
Una vez que llega a Mobius, sale en busca de una Esmeralda del Sol con la ayuda de Cream, Cheese y Amy. Pero otros tres grupos también buscan la esmeralda, los tres equipos son: Team Dark, Team Rogues y Team Hooligan. Con la ayuda del Equipo Dark, Blaze recupera la Esmeralda del Sol y la paz se restablece en su dimensión. 
En la serie spin-off de Sonic the Hedgehog publicada por IDW Publishing, Blaze es idéntica a su contraparte del videojuego y por lo tanto es la guardiana de las Esmeraldas del Sol, sin embargo en esta versión de la historia ella va a la dimensión de Sonic para evitar un terrible evento. 

## Recepción
Blaze fue bien recibida por la crítica. IGN declaró en TGS 2005 que "fácilmente se había ganado su lugar en el equipo" entre los personajes secundarios. Su modo de juego fue elogiado por ser "rápido y divertido" en comparación con otros personajes más lentos introducidos anteriormente en la serie, pero fue criticado por su similitud con el de Sonic. Blaze fue descrita como "una excelente incorporación al elenco de Sonic" y como "uno de los personajes más complejos y multifacéticos del canon de Sonic".  